# Monika Kulesza (filolog)
Monika Maria Kulesza – polska filolog, dr hab. nauk humanistycznych, adiunkt Instytutu Romanistyki Wydziału Neofilologii Uniwersytetu Warszawskiego.

## Życiorys
W 1987 ukończyła studia literaturoznawstwa na University of Paris IV Sorbonne, 26 września 2000 obroniła pracę doktorską Le romanesque dans les lettres de Madame de Sevigne, 13 grudnia 2011 habilitowała się na podstawie pracy zatytułowanej L'amour de la morale, la morale de l'amour. Les romans de Catherine Bernard.  
Została zatrudniona na stanowisku adiunkta w Instytucie Romanistyki na Wydziale Neofilologii Uniwersytetu Warszawskiego.